# Calaca (Batangas)
Calaca é um município de  primeira classe de renda municipal (d) na província Batangas, nas Filipinas. De acordo com o censo de 1 de maio  de  2020 possui uma população de 87 361 pessoas e 20 901 domicílios.